# Hélio Cruz
Hélio Altino Fonseca Lopes da Cruz (sinh ngày 8 tháng 8 năm 1993 ở Lisbon) là một cầu thủ bóng đá người Bồ Đào Nha thi đấu cho Penafiel ở vị trí tiền vệ.

## Sự nghiệp bóng đá
Vào ngày 2 tháng 8 năm 2015, Cruz có màn ra mắt cho Atlético trong trận đấu tại Cúp Liên đoàn bóng đá Bồ Đào Nha 2015–16 trước Santa Clara.